# ياسونوري تسكاأ
ياسونوري تسكاأ (باليابانية: 塚尾 泰成) (مواليد 3 يونيو 1974)، هو لاعب كرة قدم سابق كان يلعب كلاعب وسط.